# Capperia jozana
Capperia jozana là một loài bướm đêm thuộc họ Pterophoridae. Nó được tìm thấy ở Nhật Bản (Hokkaido).
Chiều dài cánh trước là 7–8 mm.